# مرکز دهستان
مرکز دهستان در تقسیمات کشوری ایران، روستایی است که دهیاری(دهداری اسبق) در آن واقع است و در هرم جمعیتی پایین ترین جایگاه را دارد.پس از آن بخش می باشد که بخشداری در آن واقع گردیده است. مانند روستای دستگرد در دهستان القورات در بخش مرکزی شهرستان بیرجند. در ایران معمولا به بخش ها، شهرها و روستاهایی که تا ۳۰ کیلومتر از مرکز شهرستان فاصله دارند واقع در بخش مرکزی می گویند. اگرچه در استان های کوچک مانند لرستان و ایلام و زنجان ممکن است این فاصله کمتر باشد. 
| واحد تقسیمات کشوری | مسئول               | نهاد                  | نوع            | مرکز         |
| ------------------ | ------------------- | --------------------- | -------------- | ------------ |
| کشور               | وزیر کشور           | وزارت کشور            | دولتی          | پایتخت       |
| استان              | استاندار            | استانداری             | دولتی          | مرکز استان   |
| شهرستان            | فرماندار            | فرمانداری (ویژه)      | دولتی          | مرکز شهرستان |
| بخش                | بخشدار              | بخشداری               | دولتی          | مرکز بخش     |
| دهستان             | بخشدار (قبلاً دهدار) | بخشداری (قبلاً دهداری) | دولتی          | مرکز دهستان  |
| شهر                | شهردار              | شهرداری               | عمومی غیردولتی | –            |
| روستا              | دهیار               | دهیاری                | عمومی غیردولتی | –            |

## منبع
- «قانون تقسیمات کشوری» (PDF). بایگانی‌شده از اصلی (PDF) در ۱۲ ژوئیه ۲۰۱۸.
- «مرکز پژوهشها - قانون تعاریف و ضوابط تقسیمات کشوری». بایگانی‌شده از اصلی در ۲۳ ژانویه ۲۰۲۰.